# Neseser

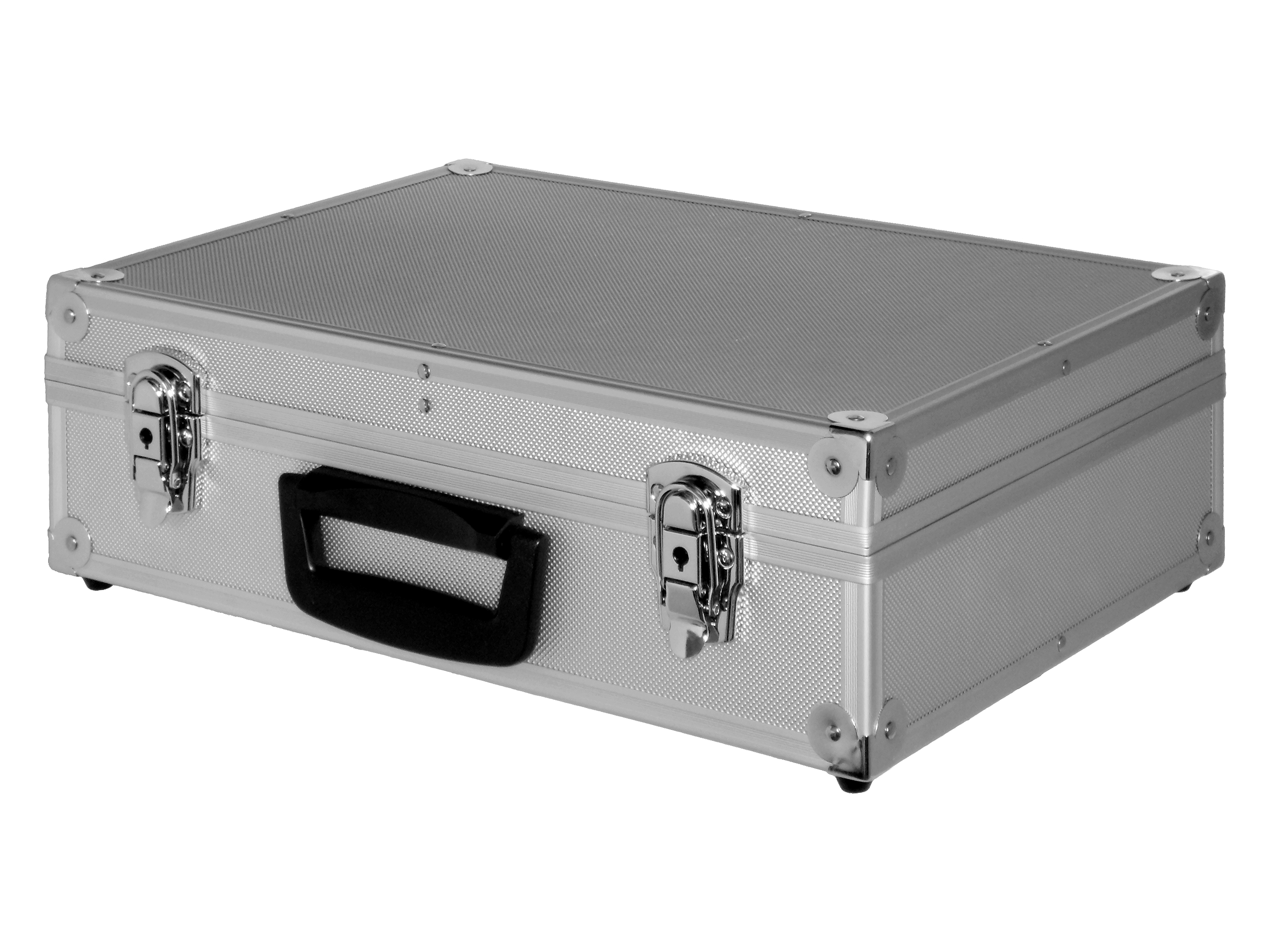
Neseser

Neseser (z łac. necessarius – potrzebny) – rodzaj małej walizki, przeznaczonej do przenoszenia podręcznych drobiazgów, np. do pracy lub w podróży